# تعليم الاقتصاد

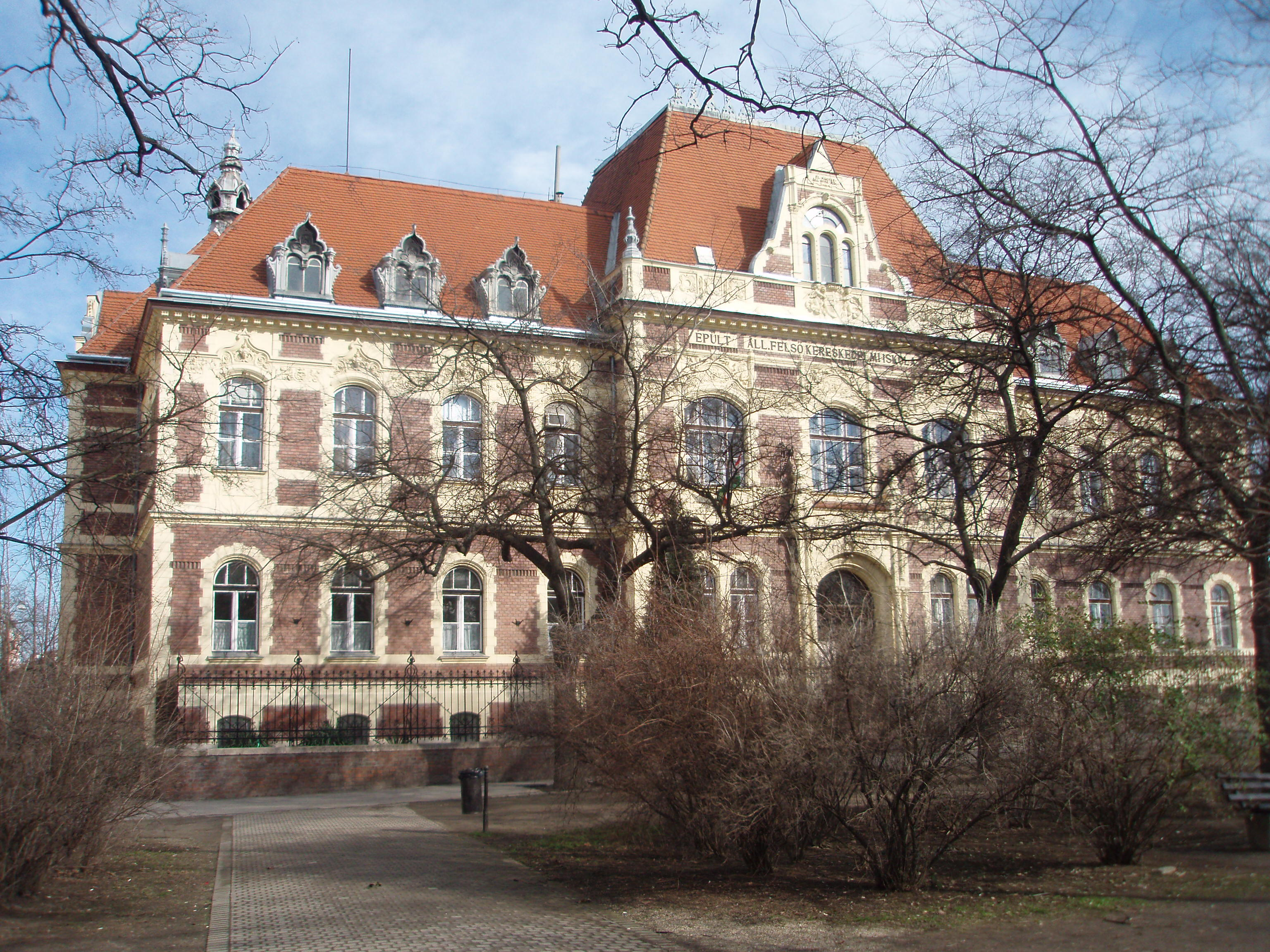
جامعة لتعليم الاقتصاد

تعليم الاقتصاد أو التعليم الاقتصادي هو مجال في علم الاقتصاد يركز على موضوعين رئيسيين:
- الوضع الحالي والجهود المبذولة لتحسين منهج الاقتصاد والمواد والأساليب التربوية المستخدمة في تدريس علم الاقتصاد على جميع المستويات التعليمية؛ و
- بحث في فاعلية الأساليب التعليمية البديلة في الاقتصاد، ومستوى الثقافة الاقتصادية لمختلف المجموعات، والعوامل التي تؤثر على مستوى الثقافة الاقتصادية.[1]

يختلف تعليم الاقتصاد عن اقتصاديات التعليم، والتي تركز على اقتصاديات مؤسسة التعليم.